# ホアキン・トレス・ガルシア
ホアキン・トレス・ガルシア（スペイン語: Joaquín Torres García, 1874年7月28日 - 1949年8月8日）はウルグアイ生まれのスペインの画家である。

## 略歴
ウルグアイのモンテビデオで生まれた。1891年、17歳になった時、家族と父親の故郷のカタルーニャに移った。バルセロナの美術学校(Escola de la Llotja)で美術の教育を受けた。1892年から1914年まではバルセロナで活動し、1897年からは雑誌や書籍のイラストレーターとして働いた。この頃はロートレックに影響を受けたスタイルの絵を制作していた。バルセロナの教会や公共施設の壁画を描き、1910年のブリュッセル万国博覧会のウルグアイのパヴィリオンの壁画も描いた。1909年にマノリータ・ピニャ・トレスと結婚した。

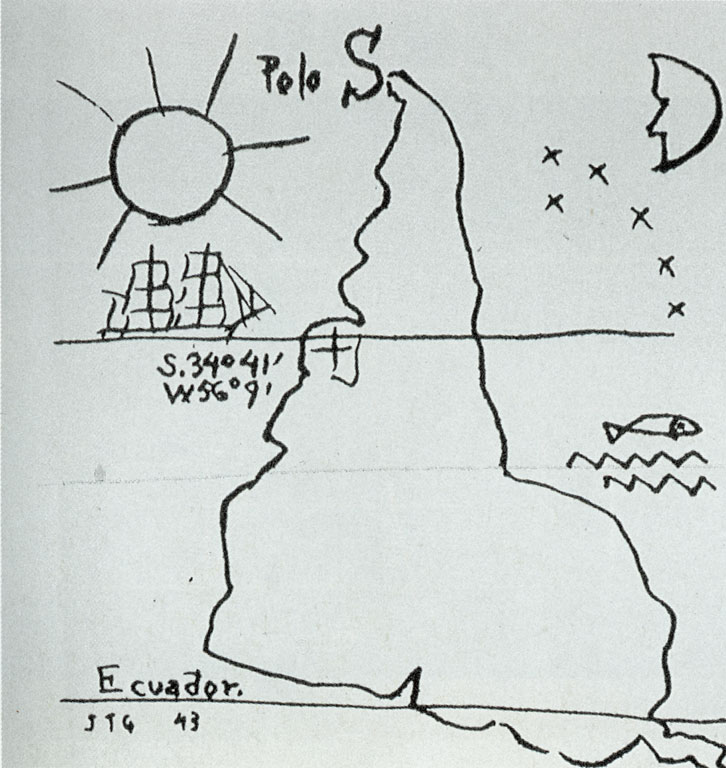
América Invertida (1943)

1920年から2年間、ニューヨークに滞在した後、イタリアに住み、1924年にフランスに移った。1926年までコート・ダジュールのヴィルフランシュ＝シュル＝メールに滞在した後、パリに移り、抽象絵画を描く画家、ジャン・エリオンとスタジオを共有し、1930年にミシェル・スーフォールやピート・モンドリアン、ジャン・アルプ、ル・コルビュジエらと美術家グループ「セルクル・エ・カレ(Cercle et Carré:丸と四角)」を創立し、展覧会を開いた。
1932年にパリを離れ、マドリードに移った後、1934年に、43年ぶりにウルグアイに移った。モンテビデオで美術協会、Asociacíon de Arte Constructivoを設立し、芸術家の教育や美術活動をした。1943年に描いた南北を反転させた南アメリカの地図は南アメリカの芸術に対する自信を示した作品だとされる。
1949年、彼はモンテビデオで死去した。

## 作品

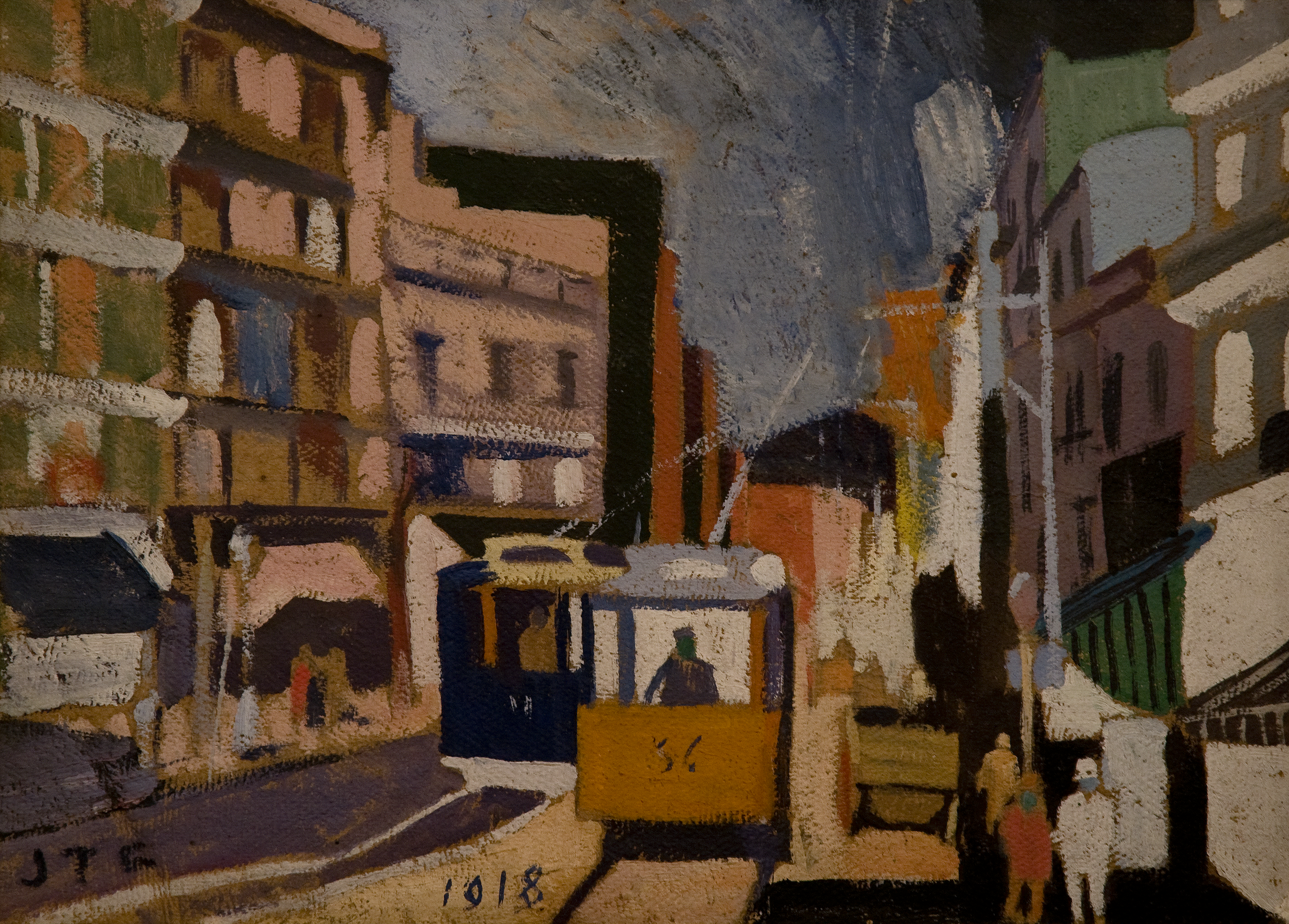
都市風景(1918)
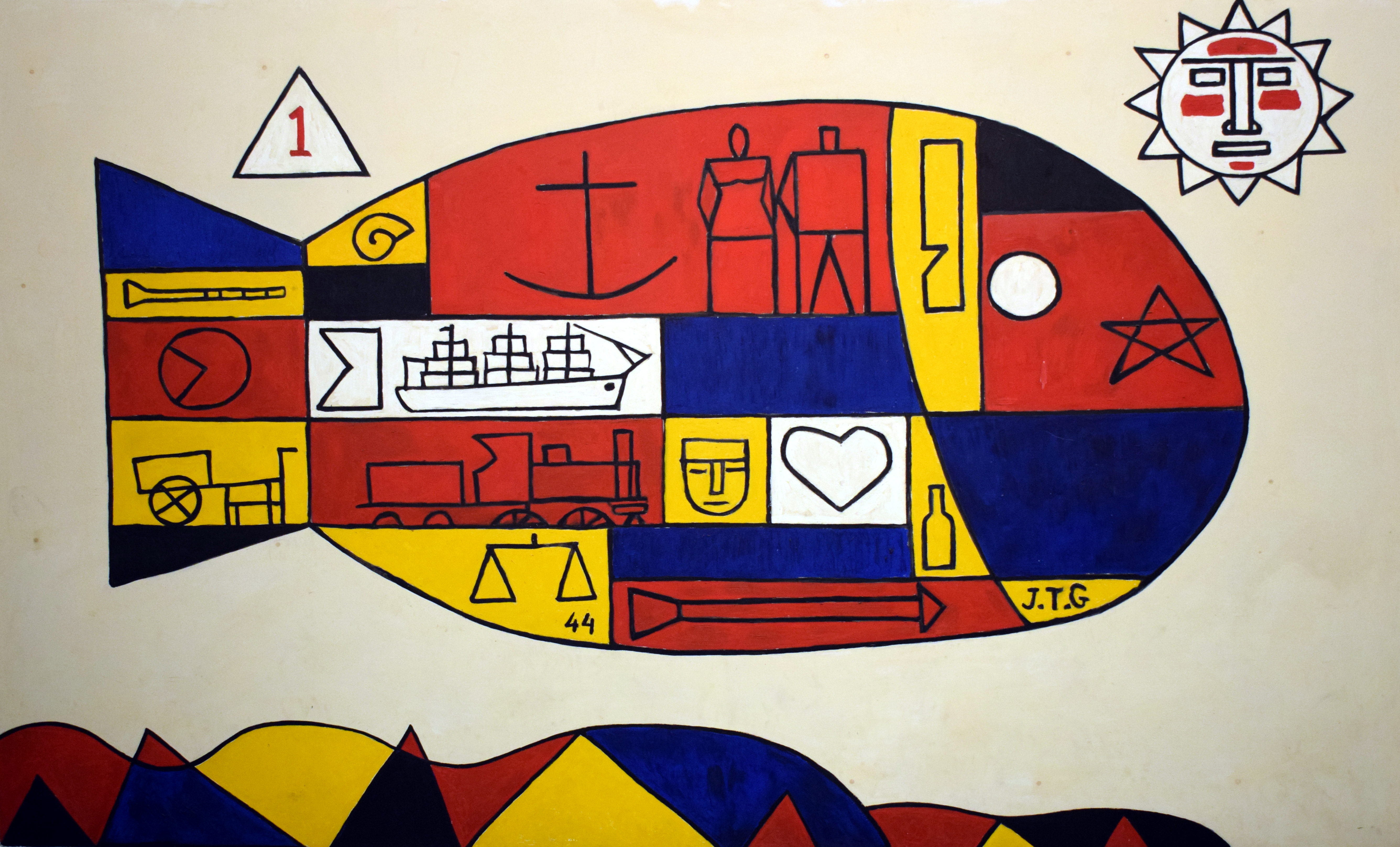
「魚」(1928)
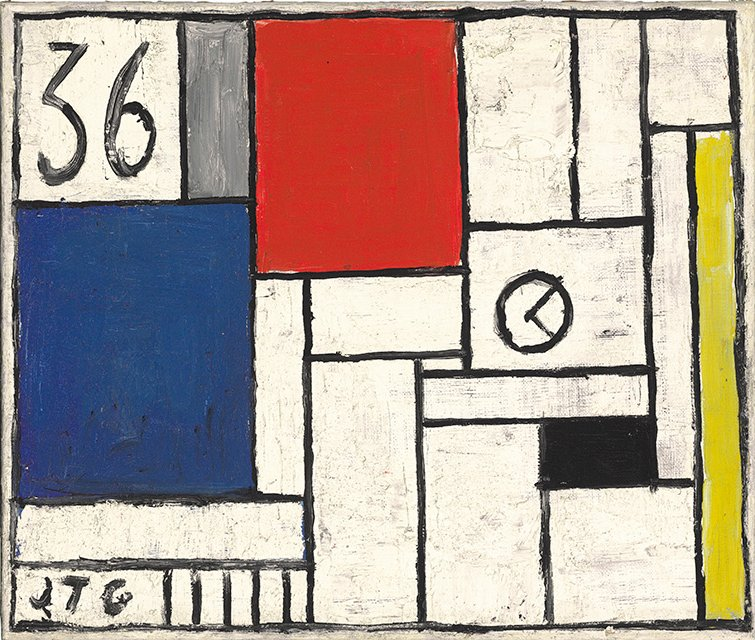
構成的な時計(1936)

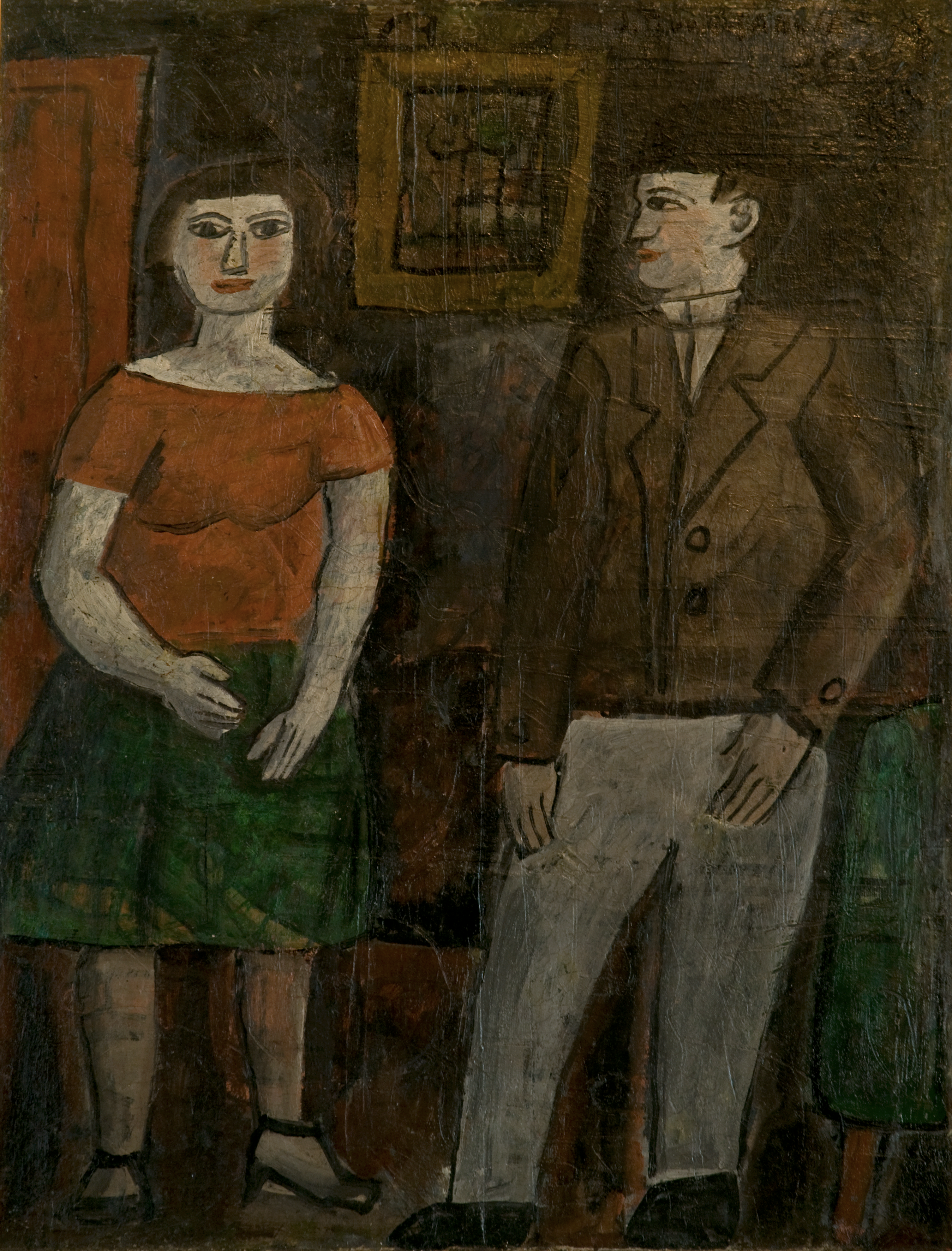
人物画　(1928)
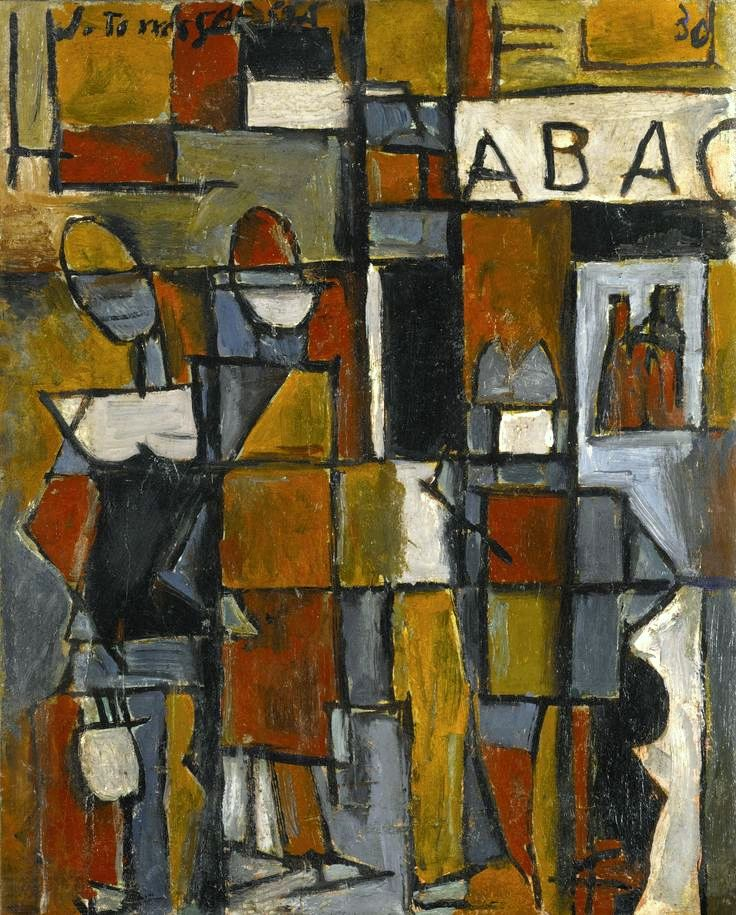
Figuras sobre uma estrutura(1930)
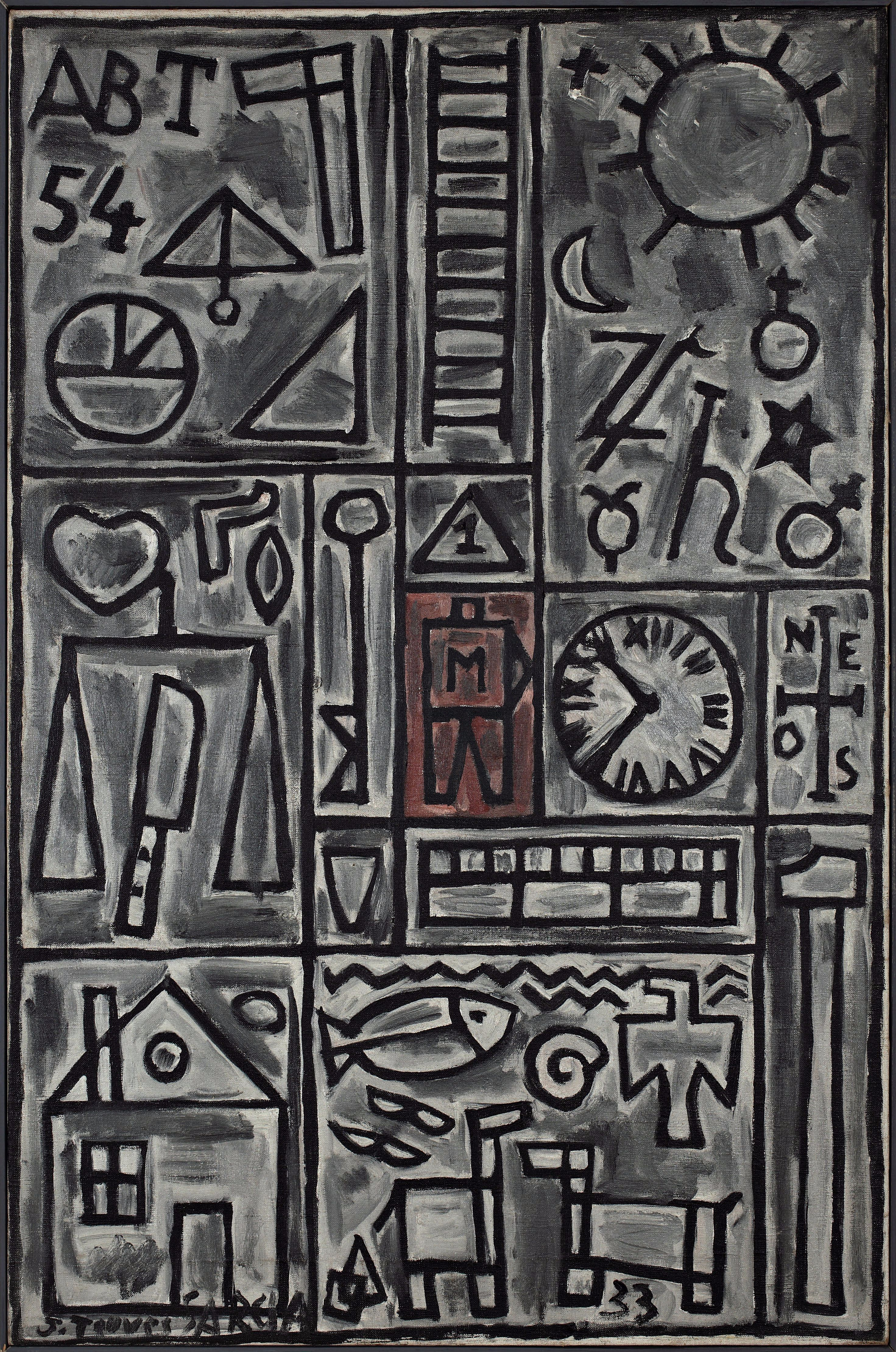
Constructivo en Gris y Negro con Centro Rojo (1933)
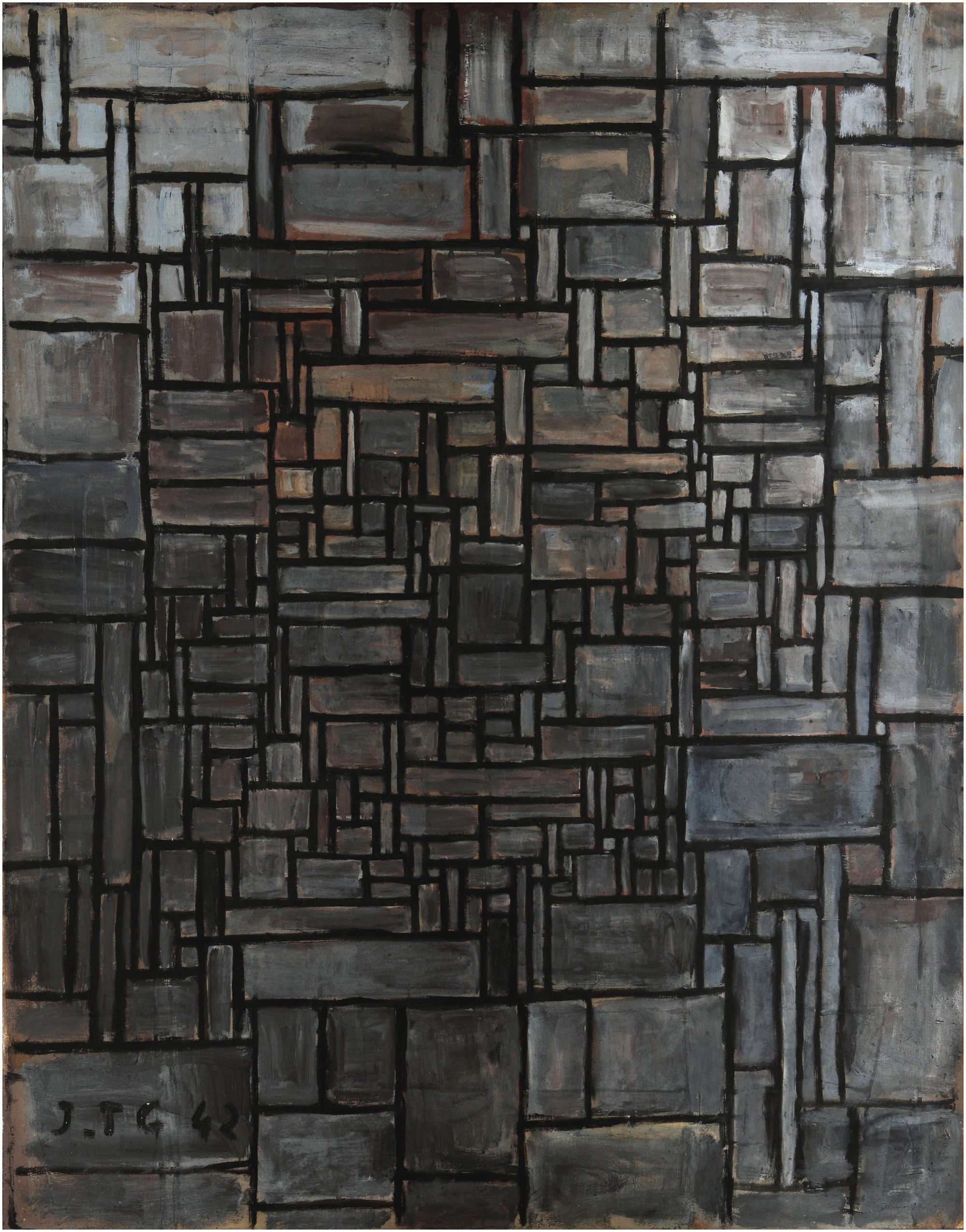
"Arte constructivo" (1942)